# 2004 PC112
2004 PC112 est un petit objet transneptunien, faisant partie des cubewanos. Il n'a été étudié qu'à travers  4 observations et même sa magnitude n'a pas pu être déterminée. 

## Caractéristiques
2004 PC112 mesure environ 30 km de diamètre.